# Махачкалинский район
Махачкалинский район — административный район существовавший в составе Дагестанской АССР.
Административный центр — город Махачкала (с 1931 по 1932 гг. — село Тарки).

## География
Махачкалинский район располагался в центральной части Дагестанской АССР, охватывая территорию между рекой Сулак и Каспийским морем (нынешние Кизилюртовский, Кумторкалинский, Карабудахкентский районы и территория городской администрации Махачкалы). Граничил: на западе с Хасавюртовским, на севере с Бабаюртовским, на юге с Коркмаскалинским и на юго-западе с Буйнакским районами.

## История
Образован 22.06.1921 г. декретом Дагревкома в составе: г. Махачкала, Карабудахкентского, Таркинского и Чирюртовского участков Буйнакского округа и 4-го берегового промыслового рыбного района от с. Манас до устья реки Терек. Постановлением Президиума ЦИК ДАССР от 12.12.1926 г. преобразован в округ. Постановлением от 11.07.1928 г. преобразован в кантон. С 3.06.1929 г. вновь район. С 1931 по 1932 гг. районный центр — село Тарки. Постановлением ЦИК ДАССР от 29.03.1935 г. район ликвидирован с передачей территории вновь образованному Кумторкалинскому району.
Указом Президиума Верховного Совета РСФСР от 24.02.1950 г. восстановлен из пригородной зоны города Махачкала и восточной части Кизилюртовского района. 14.03.1951 г. район ликвидирован с передачей территории Ленинскому району г. Махачкала.

## Административное деление
В 1929 году район состоял из 21 сельсовета:
1.  Агачаульский — аул Агачаул, хутор Гиксолган, хутор Каптан, хутор Пиржан
2.  Альбурикентский — аул Альбурикент
3.  Атлы-Боюнский — аул Атлы-Боюн, кутан Капир-Тукен, посёлок Ленинкент, кутан Терен-Аир
4.  Ахундовский — село Ахундовка
5.  Карабудахкентский — село Карабудахкент, разъезд Ачи, хутор Зеликака, хутор Ирнар-кутан, кутан Кока, хутор Сутай-кутан
6.  Кяхулайский — аул Кяхулай
7.  Кизилюртовский — посёлок Кизилюрт, станция Чир-юрт
8.  Коркмасовский — посёлок Коркмасовка, хутор Осадчего
9.  Кумторкалинский — село Кумторкала, кутан Артель Труда, станция Кум-торкале, хутор Черлок
10.  Манаскентский — аул Манаскент, посёлок Абдусаламкент, кутан Аялар-кутан, рыб. промысел Малаканка 1-я, станция Манас, рыб. промысел Манас, рыб. промысел Турали 1-й, рыб. промысел Турали 2-й, рыб. промысел Турали 3-й
11.  Нижнечирюртовский — село Нижний Чирюрт, посёлок Грознефтепровод, хутор Шушановка
12.  Самуркентский — село Самуркент, разъезд Алмало, хутор Казалиево, посёлок Нефтекачка, разъезд Пельтиевск, станция Темиргое, хутор Верхняя Уллубиевка, хутор Нижняя Уллубиевка
13.  Султан-Янгиюртовский — село Султан-Янгиюрт, аул Аджидада, посёлок Ново-Нечаево
14.  Таркинский — аул Тарки, кутан Канибур, рыб. промысел Малаканка 2-я, рыб. промысел Малаканка 3-я, кутан Мутай, посёлок Отермен, разъезд Тарки, станция Уйташ, кутан Черкес
15.  Уллубиевский — аул Уллубийаул, рыб. промысел Уллубиево, станция Уллубиево, хутор Зорма, рыб. промысел Рынок
16.  Хизроевский — посёлок Хизроевка, рыб. промысел Сулак 1-й, рыб. промысел Сулак 2-й, рыб. промысел Сулак 3-й, рыб. промысел Сулак 4-й
17.  Чеченьский — с. Чечень, село Главный Кут, рыб. промысел Главный Лопатин, рыб. промысел Лопатин 4-й, рыб. промысел Лопатин 6-й
18.  Чирюртовский — село Верхний Чирюрт
19.  Чонтаульский — село Чонтаул, хутор Шамшудиновка (Шамшутдин-отар), хутор Языковка (Эзиков)
20.  Шамхал-Терменский — село Шамхал-Термен, рыб. промысел Караман 1-й, рыб. промысел Караман 2-й, рыб. промысел Караман 3-й, станция Шамхал
21.  Шамхал-Янгиюртовский — аул Шамхал-Янгиюрт

## Население
По переписи 1926 г. в районе проживало 31326 человек.
В районе проживали следующие национальности:
- кумыки — 16201 человек (51,7 %)
- даргинцы — 6890 человек (22,0 %)
- русские — 4577 человек (14,6 %)
- ногайцы — 1161 человек (3,7 %)
- аварцы — 1079 человек (3,4 %)
- лезгины — 101 человек (0,3 %)
- прочие — 1317 человек (4,2 %)[1]